# INTO THE DOOM
『INTO THE DOOM』（イントゥ・ザ・ドゥーム）は、家主の1枚目のライブ・アルバム。2022年12月7日にNEWFOLKより発売。

## 収録曲
1. Cheater(Live)
2. 茗荷谷(Live)
3. たんぽぽ(Live)
4. 家主のテーマ(Live)
5. 生活の礎(Live)
6. 夏の道路端(Live)
7. 路地(Live)
8. それだけ(Live)
9. マイグラント(Live)
10. カッタリー(Live)
11. 夜(Live)
12. 陽気者(Live)
田中ヤコブのSoundCloudにデモ音源がアップロードされている[1]。
13. カメラ(Live)
14. -MC-
15. NFP(Live)
16. p.u.n.k(Live)
17. お湯の中にナイフ(Live)
18. にちおわ(Live)
19. オープンカー(Live)
20. DOOM(Live)
田中ヤコブの1stアルバム「お湯の中のナイフ」収録曲の再録。
21. ひとりとひとり(Live)
22. 近づく(Live)